# Arcidiecéze tarragonská
Arcidiecéze tarragonská je římskokatolická metropolitní arcidiecéze ve španělském Katalánsku, jejíž sídlo je v Tarragoně. 

## Historie
Biskupství v Tarragoně bylo podle tradice založeno již v 1. století (v důsledku kázání sv. Pavla), od 3. století jsou doloženi jeho biskupové, od 5. století je arcibiskupstvím. 

## Arcibiskup
Sídelní arcibiskup je držitelem primátu arragonského.

### Církevní provincie tarragonská
Arcidiecéze tarragonská je metropolitním sídlem stejnojmenné církevní provincie, do níž náleží šest sufragánních diecézí:
- Diecéze Girona
- Diecéze Lleida
- Diecéze Solsona
- Diecéze Tortosa
- Diecéze urgelská
- Diecéze Vic